# Hypodryas kautzi
Hypodryas kautzi är en fjärilsart som beskrevs av Karl Schawerda 1913. Hypodryas kautzi ingår i släktet Hypodryas och familjen praktfjärilar. Inga underarter finns listade i Catalogue of Life.